# Dysphania selangora
Dysphania selangora là một loài bướm đêm trong họ Geometridae.